# Kabelvåg
Kabelvåg est une localité sur l'île d'Austvågøya dans les îles Lofoten, comté de Nordland, en Norvège.

## Géographie
Administrativement, Kabelvåg fait partie de la kommune de Vågan.

## Quelques vues de Kabelvåg

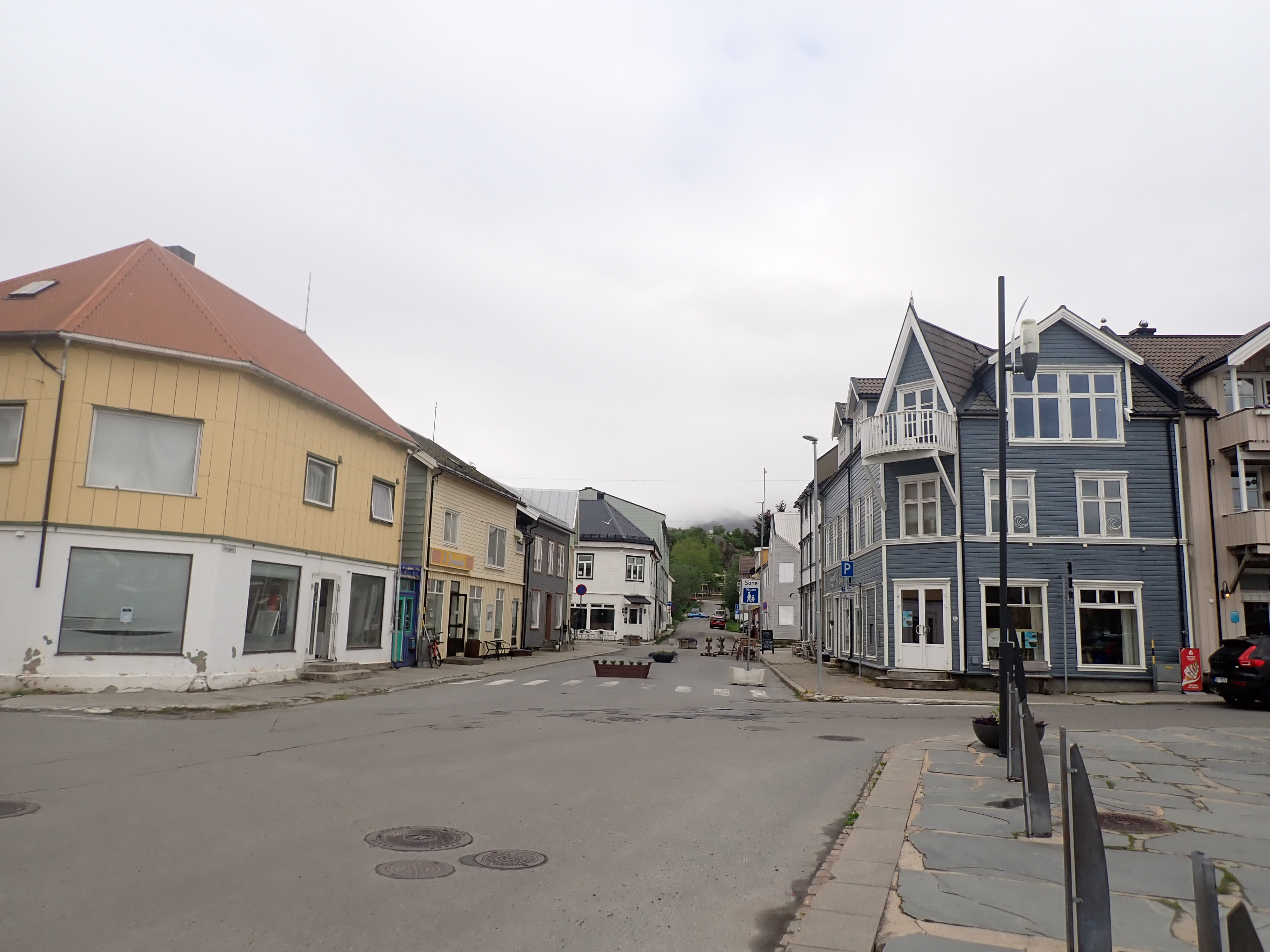
Torggata, rue principale.
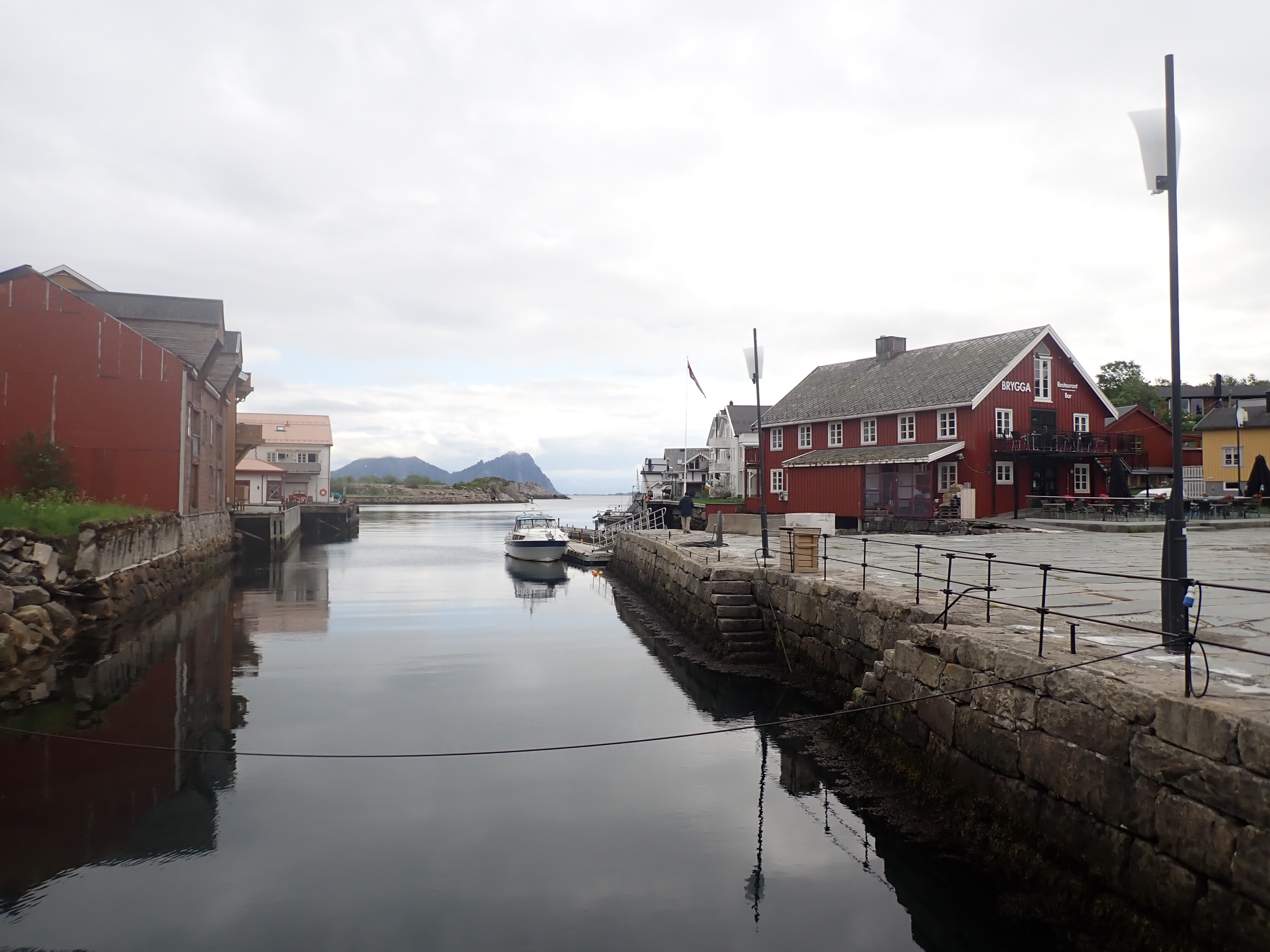
Torget, quai du centre de Kabelvåg, avec au loin l'île Litlmolla.